# Henryk I Cypryjski
Henryk I Cypryjski, Henryk I de Lusignan (ur. 3 maja 1217, zm. 18 stycznia 1253) – król Cypru od 10 stycznia 1218 do 18 stycznia 1253 oraz regent Królestwa Jerozolimy 1246–1253.
Po śmierci ojca 8-miesięczny Henryk objął tron, jednakże w jego imieniu faktyczną władzę sprawowała jego matka – Alicja Cypryjska. Na króla został koronowany w Nikozji, w 1225. Potem w latach 1246–1253, Henryk był regentem Królestwa Jerozolimskiego w czasie rządów Konrada Hohenstaufa.

## Małżeństwa
- Alix de Montferrat (1210/1215 – grudzień 1232, Kerynia), córka Wilhelma VI, markiza Montferratu, i Berty da Clavesana. Ślub miał miejsce w Limassol, w maju 1229. Para nie miała dzieci. Alix została pochowana w katedrze Świętej Zofii w Nikozji.
- Stefania de Lampron (1220/1225 – tuż po 1 kwietnia 1249), córka Konstantyna de Lampron, regenta Armenii, i Stefanii de Barbaron. Ślub miał miejsce w Nikozji w 1237 lub 1238. Para nie miała dzieci. Stefania została pochowana w katedrze Świętej Zofii.
- Placencja z Antiochii (1235–1261), córka Boemunda V, księcia Antiochii i hrabiego Trypolisu, i Luciany de Segni. Ślub miał miejsce w katedrze Świętej Zofii w 1250. Para miała syna Hugona – jedyne dziecko Henryka i następcę tronu.